# Ialtris
Ialtris är ett släkte av ormar som ingår i familjen snokar. Släktet tillhör underfamiljen Dipsadinae som ibland listas som familj.
Vuxna exemplar är med en längd mellan 75 och 150 cm medelstora och smala ormar. De förekommer på Hispaniola i Västindien. Det saknas uppgifter vilket habitat arterna föredrar och vad de har som föda. Antagligen lägger honor ägg. Släktets medlemmar har gifttänder längre bak i käken. Det giftiga bettet antas vara ofarligt för människor.
Arter enligt Catalogue of Life:
- Ialtris agyrtes
- Ialtris dorsalis
- Ialtris parishi

The Reptile Database listar dessutom:
- Ialtris haetianus